# Dialeto carioca
O dialeto carioca é uma variação linguística do português brasileiro, típica da Região Metropolitana do Rio de Janeiro. Por causa do longo tempo em que a cidade do Rio de Janeiro permaneceu como capital do Brasil, o estudo do dialeto carioca começou com a obra do filólogo Antenor Nascentes, O Linguajar Carioca, em 1922.

## Influências
O sotaque carioca apresenta algumas semelhanças com o português lusitano. Entre tais semelhanças, percebe-se a pronúncia do "s" chiado e as vogais abertas em palavras como "também", características comuns em ambos. Isso é creditado, ao menos parcialmente, a fatores históricos como a vinda da Família Real Portuguesa, que com sua chegada ao Rio de Janeiro trouxe uma população de cerca de 15 mil portugueses, entre membros da corte e seus serviçais, alterando a demografia da cidade que até então contava apenas com 23 mil pessoas (sendo a maioria dessa população composta de escravos africanos).
Tal presença de uma grande quantidade de escravos e cidadãos de origem africana gerou também outra forte influência percebida no sotaque carioca, que são os dialetos africanos, falados pelos escravos que compunham a maioria da população carioca durante o período colonial e até o final do Império. Entre tais influências, nota-se por exemplo a Palatalização do /d/ e /t/ para as africadas palato-alveolares [d͡ʒ] e [t͡ʃ] quando antes de /i/ e a pronúncia pesadamente africanizada do s, em que os sons de s e z apresentam pronúncia palatizada quando não seguidos de vogal ou outra consoante fricativa alveolar.
Compartilha com o dialeto fluminense a tendência eventual de reduzir as vogais /e/ e /o/ para /i/ e /u/ quando átonas, um ritmo acentual de fala (sílabas átonas de menor duração que as tônicas) e palatalização da s e z em fim de sílaba (mesmos /mejʒmuʃ/). 

## Recepção
O dialeto carioca, embora tenha grande projeção no Brasil, é visto pela maioria da população brasileira como uma forma incorreta de pronúncia do português falado no Brasil, e possui uma das menores aceitações entre os dialetos locais brasileiros, conforme apontam pesquisas realizadas pela pesquisadora Jania Ramos, do Departamento de Linguística da Universidade Federal de Minas Gerais. No entanto, o estudo carece de aprofundamento, fator evidenciado quando relata que gaúchos acreditam que falam "sem sotaque" e que o sotaque do Rio Grande do Sul devia ser o padrão nacional.
Nessa pesquisa, a linguista aponta que a aceitação do sotaque carioca pela população em geral apresentou queda com relação aos números apresentados em pesquisas anteriores realizadas em 1979 pela também linguista Maria José de Almeida, indicando que a perda do status de capital tenha auxiliado a afetar a percepção do sotaque em nível nacional.

## Fonética
O dialeto carioca é marcado pelas seguintes características fonéticas e fonológicas: 
- Palatalização do /d/ e /t/ para as africadas palato-alveolares [d͡ʒ] e [t͡ʃ] quando antes de /i/.

Exemplos: <dia> [ˈd͡ʒiɐ]; <antigamente> [ɐ̃ˌt͡ʃiɡaˈmẽt͡ʃɪ].
- A sibilante coda é realizada como uma fricativa palatoalveolar surda [ʃ] quando antecede consoantes surdas ou quanto está na posição pré pausa, mas é sonorizada para [ʒ] ao anteceder uma consoante sonora, na mesma palavra ou com sândi, e varia para [z] quando está com sândi com uma vogal.[6]

Exemplos: <bons amigos> [ˌbõzaˈmigʊʃ]; <bons dias> [bõʒˈd͡ʒiɐʃ].
- O r em coda, que era pronunciado como uma vibrante simples alveolar, sofreu variações históricas, passando a ser pronunciado como uma vibrante múltipla alveolar, depois uvular, passou a ser uma fricativa surda e também pode ser articulado no véu palatino, mas não é sonorizado nem quando antecede uma consoante sonora, por exemplo, mar morto é pronunciado como *[maɣˈmoxtʊ]. Esta variação está sujeita a sândi quando antes de vogais, ainda sendo pronunciada como uma vibrante simples, mais precisamente como um tepe.[7]

Exemplos: <amor eterno> [aˌmoɾeˈtɛxnʊ]; <árvore> [ˈaxvoɾɪ]; <arco> [ˈaxkʊ].
- A pronúncia fortemente africanizada do s, na qual os sons de s e z se tornam palatizados quando não seguidos de vogal ou outra consoante fricativa alveolar.

- O l em coda, que era pronunciado como uma aproximante lateral alveolar velarizada [ɫ], foi labializado [lʷ], e depois semivocalizado [w].[7]

Exemplos: <mal> [maw]; <alguém> [awˈgẽȷ̃]; <azul> [aˈzuw]
- A realização ditongada das vogais, exceto /a/, em certos contextos prosódicos.[8]

Exemplos: <amiga> [aˈmiɐ̯gɐ]; <maneiro> [maˈneə̯ɾʊ]; <agora> [aˈgɔɐ̯ɾɐ]; <alô> [aˈlɔɐ̯]

## Índices de segunda pessoa
No nível gramatical, o dialeto carioca possui também algumas especificidades, em especial quanto aos índices de segunda pessoa.
No dialeto carioca, tem havido um ressurgimento do uso de tu como índice de segunda pessoa, ao lado do índice mais comum no Brasil, você. Esse uso acontece principalmente entre homens jovens (com menos de 30 anos), no contexto de discurso informal e como marca enfática (uma vez que você é tido como forma não-marcada).

## Particularidades regionais

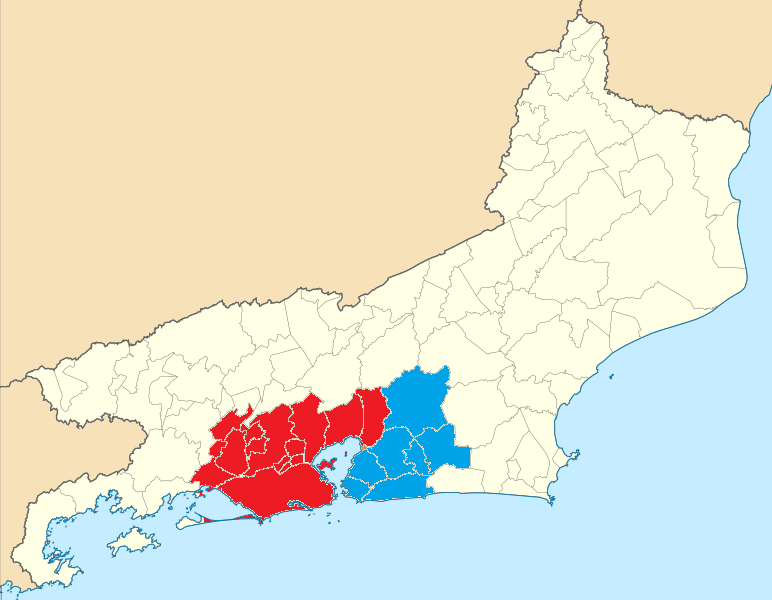
Mapa da metrópole do Rio de Janeiro destacando as áreas das duas variedades do dialeto carioca: Rio de Janeiro e Baixada Fluminense, em vermelho, e Leste Metropolitano, em azul.

Apesar de ser um único dialeto do português brasileiro, há algumas poucas diferenças (especialmente lexicais) entre a forma como o dialeto carioca é falado na parte oeste da Região Metropolitana (Rio de Janeiro e Baixada Fluminense) e a forma como ele é falado na parte leste do Grande Rio (Niterói e o restante do Leste Metropolitano). Algumas dessas diferenças regionais são mencionadas abaixo.
Léxico
| Rio de Janeiro e Baixada Fluminense | Niterói e Leste Metropolitano |
| ----------------------------------- | ----------------------------- |
| joelho                              | italiano                      |
| pipa                                | cafifa                        |
| chinelo                             | sandália de dedo              |
| bananada                            | mariola                       |

Em alguns casos, as diferenças lexicais que há entre as duas partes do Grande Rio citadas acima causam problemas na comunicação. Grande parte da população do Rio e da Baixada não conhece os significados de termos comumente usados na Grande Niterói (Leste Metropolitano), e vice-versa. Contudo, como o fluxo diário de moradores da Grande Niterói em direção à Zona Central do Rio de Janeiro (o núcleo metropolitano) é muito maior do que o fluxo de moradores do Rio (e da Baixada Fluminense) em direção à Grande Niterói, uma parcela significativa da população da parte leste da área metropolitana normalmente conhece os significados dos termos usados na parte oeste do Grande Rio (embora geralmente não os utilize no dia-a-dia), enquanto a maioria dos moradores da parte oeste da metrópole não compreende os termos próprios do Leste Metropolitano - o que configura, portanto, uma situação de inteligibilidade mútua assimétrica (ainda que, por se tratar de um mesmo dialeto, as diferenças e as barreiras de compreensão sejam mínimas).  
Sintaxe
Há, ainda, uma peculiaridade sintática no dialeto carioca usado no Leste Metropolitano que o difere um pouco da forma como ele é falado no Rio e na Baixada. Enquanto na porção oeste da área metropolitana do Rio de Janeiro é comum o uso de artigos definidos precedendo antropônimos, na sua porção leste, é mais usual a menção de nomes de pessoas sem quaisquer determinantes. Por exemplo:
| Rio de Janeiro e Baixada Fluminense    | Niterói e Leste Metropolitano        |
| -------------------------------------- | ------------------------------------ |
| A Júlia chegou à escola há 10 minutos. | Júlia chegou à escola há 10 minutos. |
| O avô do Marcos deve estar na praça.   | O avô de Marcos deve estar na praça. |